# سیراتاش‌لار (آیدین‌تپه)
سیراتاش‌لار (به ترکی استانبولی: Sırataşlar) (به کردی: Çençûla Jêrîn) یک منطقهٔ مسکونی در ترکیه است که در آیدین‌تپه واقع شده‌است. سیراتاش‌لار ۱۵۳ نفر جمعیت دارد.